# 581
581 је била проста година.

## Догађаји
- Византијско-сасанидски рат: Византијска војска којом је командовао Морис и подржана од Гасанидских снага под краљем Ел Мундир III ибн ел Харитом, не успева да заузме персијску престоницу Ктесифон дуж Еуфрата.
- Морис оптужује Ел Мундира III за издају и доводи га у Цариград на суђење. Цар Тиберије II Константин се према њему добро понаша и омогућава Ел Мундиру са породицом удобан боравак.
- Ел Нуман VI ибн ел Мундир, син Мундира III, устаје са Гасанидима против Византијског царства, након што је његов отац издајнички ухапшен.
- Палатски пуч у Аустразији: Нови саветници прекидају мировни споразум са краљем Гунтрамом и склапају нови савез са његовим полубратом Хиперихом I, у коме је Чилдеберт II, стар 11 година, признат као Хипериков наследник.
- Лангобарди под Зотом, војводом од Беневента, опљачкали су манастир Монте Касино близу Напуља. Преживели бенедиктинци беже у Рим, али се враћају на место и обнављају манастир.
- Гок Турци под Таспар Каганом опседају град Херсон Таурица (данашња Украјина), који се налази на Црном мору; њихова коњица наставља да пљачка степе Кримског полуострва све до 590. године.
- Англосаксонци под Елом освајају Деиру (Северна Енглеска) од Британаца. Постаје први краљ Деире (према англосаксонској хроници).
- Завршетак династије Северни Џоу: Јанг Ђијан погубљује последњег владара, осмогодишњег Ђинг Дија, заједно са 58 краљевских рођака у Чанг'ану. Он се проглашава за цара и успоставља династију Суи у Кини.
- „Велики град Хелу“, који се налази на обали језера Таиху, преименован је у Суџоу за време династије Суи.
- У Турском царству почиње међукраљевство, пошто постоји неколико кандидата за престо: Талопијен (каганов кандидат), Ишбара (Курултајев избор) и Тарду .
- Морис пише енциклопедијско дело о науци о рату (Стратегикон), које има велики утицај на војни систем.
- Други Меконски сабор: На сабору хришћанских епископа у Мекону (Бургундија), Јеврејима је забрањено да служе као судије или цариници.